# Mīr Sheykh Ḩeydar
Mīr Sheykh Ḩeydar (persiska: میر شیخ حیدر) är en ort i Iran.   Den ligger i provinsen Västazarbaijan, i den nordvästra delen av landet, 500 km väster om huvudstaden Teheran. Mīr Sheykh Ḩeydar ligger 1 655 meter över havet och antalet invånare är 287.
Terrängen runt Mīr Sheykh Ḩeydar är lite bergig.Runt Mīr Sheykh Ḩeydar är det ganska tätbefolkat, med 80 invånare per kvadratkilometer. Närmaste större samhälle är Sīser, 17,7 km nordost om Mīr Sheykh Ḩeydar. Trakten runt Mīr Sheykh Ḩeydar består i huvudsak av gräsmarker.